# Valle Obregón
Valle Obregón är en ort i Mexiko.   Den ligger i kommunen Mazapa de Madero och delstaten Chiapas, i den sydöstra delen av landet, 900 km sydost om huvudstaden Mexico City. Valle Obregón ligger 1 015 meter över havet och antalet invånare är 362.
Terrängen runt Valle Obregón är bergig norrut, men söderut är den kuperad. Valle Obregón ligger nere i en dal. Runt Valle Obregón är det ganska tätbefolkat, med 179 invånare per kvadratkilometer. Närmaste större samhälle är Motozintla de Mendoza, 10,7 km sydväst om Valle Obregón. I omgivningarna runt Valle Obregón växer huvudsakligen savannskog.